# Chérif Mécheri
Pour les articles homonymes, voir Mécheri.
Chérif Mécheri, né le 27 décembre 1902 à Dou-Khen (département de Constantine, Algérie française), et mort le 24 février 1990 dans le 5e arrondissement de Paris, est un  haut fonctionnaire français. 
Il est le premier préfet français d'origine arabo-berbère (1944). Il occupe ensuite les fonctions de secrétaire général de l'Union française et de secrétaire général à la Présidence de la République durant neuf ans.
Il était grand officier de la Légion d'honneur.

## Biographie

### Famille
Chérif Mécheri est le fils de Salah Mécheri, agha des Nemamcha,  et de Gualia Mécheri. Il a cinq frères, Ahmed Lakhdar, Ali, Lazhar, Tahar et Abdelmadjid.
Le 10 mai 1937, il épouse Huguette Cartier (1908-2003), originaire de Montmorency, avec qui il aura deux enfants, Marie Diane Gualia (née en 1943) et Djamel Chadly Jacky dit Jacques (1947-2016), banquier d'affaires,,. Il est l'oncle de François Mecheri, avocat en droit des affaires, et d'Hervé Mecheri, qui fut directeur de l’institut national de la jeunesse et de l'éducation populaire et Inspecteur Général de l'Éducation nationale et de la Recherche,.

### Études et jeunesse
Il fait ses premières études à l'école coranique de Tébessa puis reçu au concours, il entre à la  Médersa de Constantine. Il entre ensuite au  Lycée ou ses professeurs remarquent ses qualités et ses progrès rapides et l'encouragent  à poursuivre ses études.
Très bon élève, il bénéfice d'une bourse d'études et effectue la fin de ses études secondaires au lycée de Dignes puis  passe son baccalauréat à Marseille avec mention bien. Il passe ensuite une licence en droit à Aix-en-Provence puis prépare un doctorat à la faculté de Paris.

### Carrière
Agrégé de l’enseignement supérieur franco-musulman et licencié en droit, il exerce d’abord en qualité d’avocat en Algérie  en 1930 et travaille ensuite pour Émile Morinaud, alors  sous-secrétaire d'État à l'Éducation physique, qui connait sa famille.
En janvier 1934, après avoir été admis à la qualité de citoyen français, il est nommé sous-préfet de Saint-Jean-de-Maurienne  par le ministre de l'Intérieur, Camille Chautemps, puis affecté à la direction des Affaires algériennes du ministère de l'Intérieur à Paris.
En avril 1935, il est nommé  secrétaire général de la préfecture de Lozère à Mende puis sous-préfet de Rochechouart en septembre 1937. 
En juin 1939, il est affecté à Châteaudun, où il gagne l’estime du préfet d’Eure-et-Loir, Jean Moulin, qui rend hommage à son attitude le 17 juin 1940 lors de l’invasion allemande : « Je suis heureux d’apprendre que malgré l’ordre de repli d’urgence donné l’avant-veille par le gouvernement, pour tous les affectés spéciaux (préfectorale), Mécheri est resté, comme je le pensais, à son poste, dirigeant vaillamment les secours. ».
En octobre 1941,  il est nommé sous-préfet de Rochefort puis en novembre 1942, nommé sous-préfet de Narbonne par Pierre Laval. En janvier 1944, il est nommé préfet délégué de la Haute-Vienne, devenant le premier préfet musulman en métropole, puis préfet des Basses-Alpes  en avril 1946.
À la Libération, il devient conseiller spécial des présidents de la République Vincent Auriol et René Coty, qu’il continue à conseiller jusqu’en 1961.
De 1948 à 1960, Chérif Mécheri occupe les fonctions de secrétaire général de la Présidence de la République et du Haut Conseil de l’Union française. En cette qualité, il œuvre à l’indépendance de la Tunisie et du Maroc, croyant légitimement que l’indépendance de l’Algérie interviendrait dans la foulée.
Le général de Gaulle lui propose d'intégrer l'un des trois grands corps de l’État : le Conseil d’État, l'Inspection générale des Finances ou la Cour des comptes, qu'il choisit finalement en qualité de conseiller-maître. Il est affecté à la 3e chambre pendant plusieurs années. Il est ensuite victime d’un grave accident, suivi d’une opération critique et d’une longue convalescence, avant de se rétablir. Il finit sa carrière à ce poste en septembre 1973. 
Par la suite, il conseille diverses représentations diplomatiques, et également Pierre Mendès France au sujet du monde arabe.
Par ailleurs, Cherif Mécheri a également occupé les fonctions de conseiller spécial du président de la banque Indosuez et a été le principal fondateur de la Chambre de commerce franco-saoudienne, devenue la Chambre de commerce et d’industrie franco-arabe.
Son parcours fait aujourd'hui l'objet de recherches, notamment au travers d'un Fonds d'archives initié par Sciences Po (Paris).

## Parcours[8]
- Licence en droit
- Avocat au barreau de Bône (1930-1931)
- Chef de cabinet de préfet, de ministre (1932-1934)
- Sous-préfet de Saint-Jean-de-Maurienne (1934)
- Secrétaire général de préfecture en Lozère (1935)
- Sous-préfet de Rochechouart  (1937)
- Sous-préfet de Châteaudun (1939)
- Sous-préfet de Rochefort (1941)
- Sous-préfet de Narbonne (1942)
- Préfet délégué de la Haute-Vienne (1944)
- Préfet des Basses-Alpes (1946)
- Préfet hors cadres (1945-1946)
- Secrétaire général de la Présidence de la République et du Haut Conseil de l’Union française (1947-1960)
- Conseiller maître à la Cour des comptes (1960)
- Admis à la retraite et nommé conseiller maître honoraire (1972)

## Distinctions
- Grand officier de la Légion d'honneur : il est fait chevalier le 20 juillet 1933, promu officier le 4 août 1949 puis promu commandeur de la Légion d’honneur le 24 juin 1958 pour avoir « servi la cause française à l’étranger ou en Union française  »[23],[24]. Il est élevé à la dignité de grand officier le 31 décembre 1984[25],[26].

Il est également dignitaire de plusieurs ordres étrangers (Viêt Nam, Cambodge, Laos, Tunisie, Maroc et de plusieurs pays du Moyen-Orient).

### Ouvrages
- Boris Cyrulnik et José Lenzini, Chérif Mécheri, préfet courage sous le gouvernement de Vichy, Odile Jacob, coll. « OJ-Psychologie », 2021 (ISBN 978-2-7381-5708-9). Postface de Marie-Diane Mécheri.
- Qui est qui en France, Volume 11, J. Lafitte, 1969, p. 1113

### Articles
- L'Echo d'Alger, 18 février 1938, p.2 lire en ligne
- Fonds Chérif Mécheri, site de Sciences Po
- Récolement du Fonds Chérif Mécheri réalisé par Jordy Desvouas et Émeline Grolleau, site de Sciences Po